# Удо фон Глайхен-Райнхаузен
Удо фон Глайхен-Райнхаузен (на немски: Udo von Gleichen-Reinhausen; * ок. 1045; † 19 август или 19 октомври 1114) от род Глайхен, е епископ на Хилдесхайм (1079 – 1114) и граф на Райнхаузен (днес част от Глайхен).

## Биография
Той е син на графа в Лайнегау на река Лайне в Долна Саксония Ели II (Алверих) фон Райнхаузен (* ок. 1010; † сл. 1030) и праправнук на Ели I фон Лайнегау († 965). Майка му фон Катленбург от род Удони е сестра на граф Дитрих I фон Катленбург († 1056) и дъщеря на Удо фон Катленбург († сл. 1040), граф в Лизгау, Ритигау, архиепископ на Бремен, и съпругата му Бертрада от Швабия († ок. 1047). Брат е на Конрад фон Райнхаузен († 28 август 1086), Хайнрих I († 1106), Херман III († 1079), на Рихенза, отвлечена и омъжена за Геро фон Именхаузен († сл. 1100), и на Беатрикс († сл. 1079). Полубрат е на Матилда († 1122), омъжена за граф Мегинхард V (IV) фон Формбах († 1066).
Удо става домхер в Хилдесхайм. Преди 1079 г., заедно с братята и сестрите му, основава в Райнхаузен, близо до Гьотинген, малък мъжки манастир. Същата година по желание на крал Хайнрих IV Удо е избран за епископ в Хилдесхайм след Хецило. Хайнрих IV подарява през 1086 г. на епископ Удо бившия кралски пфалц Верла близо до Шладен със Залцгитер. Удо си построява там замък. Той подарява замъка Винценбург на племенника си Херман I фон Винценбург (* 1083; † 1122), син на сестра му Матилда.
Погребан е в катедралата на Хилдесхайм.